# درخت پرتقال شیرین من (فیلم)
درخت پرتقال شیرین من (پرتغالی: Meu Pé de Laranja Lima) یک فیلم درام برزیلی محصول سال ۲۰۱۲ به کارگردانی مارکوس برنستاین، بر اساس رمانی است به همین نام از ژوزه مائورو ده واسکونسلوس که در سال ۱۹۶۸ نوشته‌شده‌است. این فیلم دومین اقتباس سینمایی از این رمان است.
این فیلم با بازی جوزه د آبرو و کاکو سیوکلر داستان پسری بسیار خیال‌پرداز به‌نام زه‌زه را دنبال می‌کند.